# Christophe de Stadion
Pour les articles homonymes, voir Stadion.
Christoph von Stadion (né en mars 1478 à Schelklingen, mort le 15 avril 1543 à Nuremberg) est le 57e évêque d'Augsbourg de 1517 à sa mort.

## Famille
Christoph von Stadion est issu de la maison de Stadion (de), originaire d'Oberstadion, dans la Haute-Souabe. Christophe est le fils de Nikolaus (ou Claus) von Stadion et d'Agathe de Gültlingen. Le père Nicolas n'est pas le Pfandherr des domaines d'Ehingen, Schelklingen et Berg, mais il est issu de la lignée dite alsacienne des seigneurs de Stadion. Lors de l'enfance de Christophe, Burkhard de Stadion est le Pfandherr (mort en 1493), neveu du premier Pfandherr Stadion, Hans le Riche von Stadion (mort en 1458).
Le facteur décisif pour l'installation de son père Nikolaus à Schelklingen, outre la possession de la qualité de Pfandherr par ses proches de la lignée dite souabe, pourrait être le fait que le frère de Nikolaus, Conrad de Stadion, épousa la fille de Georges de Wernau, prénommée Clara, à Altheim avant le 17 janvier 1486. Cela donna à Conrad de Stadion la propriété majoritaire du village voisin d'Altheim. Les seigneurs de Wernau, qui vivaient à Altheim, étaient déjà riches à Schelklingen au XVe siècle (Château de Wernau).
Nikolaus von Stadion s'installe également près de son frère Conrad. Peu avant 1475, Nikolaus achète une maison à Schelklingen. Cette maison est probablement la maison natale de Christoph von Stadion. Bien que l'engagement de la famille Stadion inclue la propriété et le droit de vivre au château de Hohenschelklingen, il est plus probable que Christophe soit né dans la maison de son père Nikolaus, en ville. Le père Nikolaus von Stadion meurt en 1507 et le frère cadet de Christophe, également appelé Claus (Nikolaus) comme son père, vend la maison en 1514 à Ludwig von Freyberg zu Neusteußlingen, le gendre de Lutz von Freyberg zu Öpfingen (depuis 1507, nouveau Pfandherr des seigneuries d'Ehingen, Schelklingen et Berg) et Sibylla Gossembrod, mariée à sa fille Johanna.

## Éducation
Christoph vit ses premières années parmi les citoyens de Schelklingen et les enfants de la noblesse locale. Il est certainement élève de l'école latine communale de Schelklingen. À Schelklingen, il fait probablement la connaissance de Heinrich Bebel, qui avait six ans de plus que lui, et de Wolfgang Bebel, de treize ans son cadet, élèves également de l'école latine de Schelklingen. Christophe s'inscrit à l'université de Tübingen à l'âge de 12 ans le 22 avril 1490. Le 15 décembre 1491, il obtient un baccalauréat à la faculté des artistes, et le 28 janvier 1494, il obtient sa maîtrise, également à la faculté des artistes. Il étudie ensuite le droit canonique à Bologne et y obtient son doctorat. En 1500, Stadion retourne en Allemagne et accède en peu de temps au conseil épiscopal d'Augsbourg, puis devient Domherr (1507), puis officialis et enfin au doyen de la cathédrale en 1515. Il reçoit également le grade de conseiller impérial.

## Épiscopat
Peu de temps après, l'évêque d'Augsbourg Henri IV de Lichtenau, gravement malade, le choisit comme coadjuteur en consultation avec le chapitre de la cathédrale. Le 10 avril 1517, Christophe de Stadion se voit confier le droit de succession par le pape Léon X.
Les débuts de son activité épiscopale sont dominés par la Réforme protestante, qui gagne progressivement le sud de l'Allemagne à partir de 1517. Martin Luther s'entretient avec le cardinal Thomas de Vio à la Diète d'Empire à Augsbourg du 12 au 14 octobre 1518 et compte de nombreux partisans dans la ville. Dans un premier temps, Stadion prend une position très ferme d'opposition, comme la fin du célibat ou notamment la condamnation sévère du curé de Jengen, Caspar Aquila, il lui impose une bulle d'excommunication pour avoir prêché dans le nouveau sens luthérien.
Stadion abandonne ensuite de plus en plus cette attitude, largement attribuée à l'influence d'Érasme, avec qui il est en contact à partir de 1528. Il fait preuve d'une attitude conciliante, notamment lors de la proclamation de la Confession d'Augsbourg le 25 juin 1530 au Reichstag d'Augsbourg. Cependant, il se retrouve en difficulté quand dans la ville impériale libre d'Augsbourg, un décret du conseil publié le 18 janvier 1537 supprime le catholicisme romain dans la ville et force tout le clergé à quitter le pays. Le siège de l'évêché d'Augsbourg devient alors Dillingen an der Donau, l'évêque réside désormais au château.
Christoph von Stadion ne retournera jamais à Augsbourg et meurt le 15 avril 1543 à l'abbaye Saint-Égide de Nuremberg, où il est commissaire impérial au Reichstag. Son corps est transporté à Dillingen et enterré dans l'église paroissiale. Dans l'église Saint-Egidien, l'empereur Charles Quint fait ériger une épitaphe en métal moulé à sa mémoire à côté de l'autel du chœur.